# Friedrich Leo
Friedrich Leo (Regenwalde, 10 luglio 1851 – Gottinga, 15 gennaio 1914) è stato un filologo classico e latinista tedesco.

## Biografia
Figlio di un medico,  dopo il servizio militare nella Guerra franco-prussiana del 1870 studiò filologia classica a Bonn con Franz Bücheler e Hermann Usener; tra i suoi compagni di studio ci fu Georg Kaibel. Dopo la laurea nel 1873, Leo viaggiò nei Paesi mediterranei e ottenne l'abilitazione professionale nel 1877 a Bonn. Nel 1881 divenne professore straordinario a Kiel, nell'83 professore ordinario a Rostock e nell'88 a Strasburgo. Nel 1889 fu chiamato a ricoprire la cattedra di Letteratura latina a Gottinga, carica che occupò fino alla morte. Il suo successore fu Richard Reitzenstein.

## Campi di studio
Già all'inizio del suo percorso scientifico, Leo pubblicò edizioni fondamentali di Plauto, delle tragedie di Seneca e (per i Monumenta Germaniae Historica) di Venanzio Fortunato. In seguito al centro delle sue ricerche furono, nel complesso, soprattutto Plauto e la letteratura latina arcaica; importantissimi contributi in questo ambito egli diede al rapporto tra Plauto e i modelli greci e alla metrica plautina. Da ricordare di Leo anche l'idea che l'elegia latina derivasse da un ipotetico genere intermedio tra essa e la Commedia nuova, un'elegia di carattere erotico di cui credeva si sarebbero scoperti frammenti papiracei, ma si tratta di una tesi non confermata dai successivi ritrovamenti e per questo oggi generalmente rifiutata. Accanto a questi interessi, egli si occupò anche del genere letterario della biografia nell'Antichità. Come Ulrich von Wilamowitz-Moellendorff, che fu a lungo suo collega a Gottinga, Leo sostenne il concetto di una scienza dell'Antichità complessiva.

## Opere
- Senecae Tragoediae - recensuit et emendavit Fridericus Leo - Berolini, apud Weidmannos, 1878-1879;
- Plauti Comoediae - recensuit et emendavit Fridericus Leo - Berolini, apud Weidmannos, 1895-1896, vol. 1, vol. 2;
- Plautinische Forschungen. Weidmann, Berlin 1895; 2. Auflage 1912; Nachdruck Wiss. Buchgesellschaft, Darmstadt 1966.
- Die plautinische Cantica und die hellenistische Lyrik. Weidmann, Berlin 1897;
- Die griechisch-römische Biographie nach ihrer literarischen Form. Teubner, Leipzig 1901; Nachdruck Olms, Hildesheim, 1990. ISBN 3-487-00986-2;
- Geschichte der römischen Literatur. Bd. 1. Die archaische Literatur. Weidmann, Berlin 1913.